# Konsystorz Generalny Chełmskiej Diecezji Greckounickiej w Królestwie Polskim
Konsystorz Generalny Chełmskiej Diecezji Greckounickiej w Królestwie Polskim – wewnętrzny organ diecezji chełmskiej obrządku greckounickiego w Królestwie Polskim w latach 1819-1875, posiadający kompetencje administracyjno-sądowe. Funkcjonował jako sąd i kancelaria biskupa. Stanowił pomocniczy organ unickiego biskupa chełmskiego, w skład którego wchodzili duchowni przez niego powołani. Zadaniem konsystorza było współuczestnictwo w zarządzaniu diecezją i sprawowanie sądownictwa według przepisów cerkiewnych w granicach jurysdykcji biskupa. Sądownictwu konsystorza podlegali duchowni diecezji chełmskiej, ale również świeccy tego obrządku.

## Historia utworzenia konsystorza
Z inicjatywą utworzenia, działającego przy katedrze biskupiej, konsystorza wystąpił, mianowany w 1810 roku na urząd unickiego biskupa chełmskiego, Ferdynand Dąbrowa-Ciechanowski. Zwrócił się on w piśmie, do monarchy Fryderyka Augusta, z dnia 15 grudnia 1811 z prośbą regulacji formalnych kwestii niezbędnych dla obrządku grecko-unickiego w Księstwie Warszawskim. Pisał on tak: "Zwyczaj powszechnie przyjęty i upoważniony kościelnemi prawami, iżby przy Katedrze Biskupiej, dla łacniejszego utrzymania karności kościelnej i postrzegania dobrego porządku, w Diecezji ustanowiony był Konsystorz. Składać go powinny członki światłe, posiadające znajomość prawa i rządzenia Diecezją na każde zdarzenie być pomocą własnemu Biskupowi. Tak potrzebnego dla dobra Diecezji swojej, Biskup Chełmski Obrządku Grecko-Unickiego nie ma dotąd przy Katedrze swojej konsystorza...". Konsystorz ustanowiony został dopiero w Królestwie Polskim. Pierwsze jego posiedzenie odbyło się 2 listopada 1819 roku.

## Skład konsystorza
W skład konsystorza biskup powoływał duchownych najbardziej wykształconych i sprawnych organizacyjnie, którzy stanowili elitę duchowieństwa diecezjalnego. Pierwszy skład konsystorza tworzyli: oficjał generalny, dwóch asesorów (następnie trzech) oraz pisarz. Na stanowisko oficjała powołany został ks. Grzegorz Jankowski (surogat i dziekan włodawski, a także asesor konsystorza brzeskiego). Asesorami byli ks. Jakub Tyski (dziekan zamojski) oraz ks. Antoni Hryniewiecki (dziekan tyszowiecki). Pisarzem i dyrektorem kancelarii został ks. prof. Daniel Halicki. Wraz z późniejszą reorganizacją składu konsystorza pojawił się urząd sędziów surogatów. Byli to zastępcy oficjałów, powoływani do prowadzenia określonej sprawy sądowej.
Konsystorz pracował w trybie sesji, którym przewodniczył biskup, a przy jego nieobecności - oficjał. Oficjał kierował pracami konsystorza, był namiestnikiem biskupa w sądach i jurysdykcji duchownej. Asesorowie zobowiązani byli do stawiennictwa w Chełmie w każdej połowie miesiąca oraz na każde wezwanie, w sytuacjach wyjątkowych. Ich zadaniem było referowanie spraw. Obowiązkiem pisarza było protokołowanie przebiegu sesji oraz wypowiadanie się co do przedmiotu sprawy.
| Duchowni pełniący urząd oficjała generalnego: | lata:     |
| --------------------------------------------- | --------- |
| ks. Grzegorz Jankowski                        | 1819-1827 |
| ks. Filip Felicjan Szumborski                 | 1827-1830 |
| ks. Daniel Halicki                            | 1830-1838 |
| ks. Antoni Hryniewiecki                       | 1838-1855 |
| ks. Józef Wójcicki                            | 1855-1875 |

## Praca konsystorza
Konsystorz wykonywał funkcje kancelaryjne przy biskupie polegające na zarządzie diecezją chełmską. Konsystorz sprawował jednocześnie funkcje sądu duchownego dla duchowieństwa diecezjalnego, ale także dla osób świeckich obrządku grecko-unickiego. Konsystorz rozpatrywał sprawy duchownych unickich dotyczące popełnionych przez nich wykroczeń oraz zaniedbywania przez nich swoich obowiązków. Konsystorz mógł nałożyć karę pieniężną, wydawał skierowania na rekolekcje do klasztorów bazyliańskich lub seminarium diecezjalnego. Konsystorz orzekał także w sprawach świeckich unitów skazanych prawomocnym wyrokiem za przestępstwo zagrożone, obok kary zasadniczej, dodatkową karą kościelną. Podstawą kompetencji konsystorza w tym zakresie były przepisy Kodeksu Kar Głównych i Poprawczych. Ponadto właściwymi sprawami do rozpatrywania przez konsystorz były kwestie małżeńskie unitów (unieważnienie małżeństwa, rozwody).

## Reorganizacja konsystorza i jego rozwiązanie
Konsystorz podczas swojego funkcjonowania kilkakrotnie poddawany był reorganizacjom. W latach 1827–1830 pojawiają się asesorowie honorowi. Pod koniec lat dwudziestych w skład konsystorza wchodzili także sędziowie surogaci (powoływano na nich zazwyczaj byłych asesorów konsystorza). Wyróżniony był także podział na członków "czynnych i płatnych", którzy pobierali uposażenie, a także na tych, którzy spełniali swoje funkcje honorowo. Na podstawie ukazu z roku 1866, prawo mianowania członków konsystorza posiadała Komisja Rządowa Spraw Wewnętrznych i Duchowych, zaś biskup mógł powoływać osoby na stanowiska kancelaryjne. Zabieg ten miał na celu doprowadzić do niezależności składu konsystorza od biskupa, a także sprzyjać miał przyszłemu włączeniu chełmskiej diecezji unickiej w skład Cerki prawosławnej. W roku 1875 członkowie konsystorza podpisali oficjalną prośbę do cara o przyłączenie chełmskiej diecezji unickiej do Cerkwi prawosławnej.